# إبراهيم بن إدريس القمي
إبراهيم بن إدريس القمي هو أحد رواة الحديث عند الشيعة الإثني عشرية ذكره الطوسي ضمن أصحاب علي بن محمد الهادي والرواة عنه، وفي لسان الميزان لابن حجر العسقلاني أنه قال: ”إبراهيم بن إدريس القمي ذكره أبو الحسن بن بابويه في رجال الشيعة“. وقد استظهر محسن الأمين أن المراد بأبي الحسن بن بابويه هو علي بن الحسين بن موسى بن بابويه القمي والد الصدوق فإنه يكنى أبا الحسن، غير أنه قال: ”ولم يُعلم أين ذكره“.

### كتب
- أعيان الشيعة. محسن الأمين، طبع بيروت - لبنان، تاريخ الطبع مفقود، منشورات دار التعارف.

### إشارات مرجعية
1. ↑  الأمين، محسن. أعيان الشيعة - ج2. ص. 110. مؤرشف من الأصل في 2019-12-08.